# 5伝票制
5伝票制（ごでんぴょうせい）とは、簿記における伝票制の一種。入金伝票、出金伝票、振替伝票、仕入伝票、売上伝票の5つの伝票を使用して取引内容を扱う伝票制である。
仕訳帳の代わりにこれらの伝票を使用する「伝票会計」を採用する企業も多い。
売上、仕入の返品及び値引取引は、売上伝票及び仕入伝票に赤字で記入する。

## 処理方法

### 入金伝票処理
入金伝票（現金の入金取引を記入する伝票）を用いる。

### 出金伝票処理
出金伝票（現金の出金取引を記入する伝票）を用いる。

### 振替伝票処理
振替伝票（現金以外の取引を記入する伝票）を用いる。

### 仕入伝票処理
掛で仕入を行ったときに起票する伝票処理である。仕入伝票（仕入に関する取引を記入する伝票）を用いる。
| 借方           | 貸方             |
| -------------- | ---------------- |
| 仕入 8,000,000 | 買掛金 8,000,000 |

### 売上伝票処理
掛で売上が発生したときに起票する伝票処理である。売上伝票（売上に関する取引を記入する伝票）を用いる。
| 借方              | 貸方            |
| ----------------- | --------------- |
| 売掛金 10,000,000 | 売上 10,000,000 |